# Борисовский (Тверская область)
Бори́совский — посёлок сельского типа в Вышневолоцком районе Тверской области. Единственный населённый пункт Борисовского сельского поселения.
Расположен в 6 км от федеральной автодороги «Москва — Санкт-Петербург», недалеко от реки Шлины. От города Вышнего Волочка — 25 км.
В посёлке 16 улиц, около 300 домов. Население по переписи 2002 года — 1186 человек, 518 мужчин, 668 женщин.
Недалеко от посёлка авиабаза Хотилово.

## В посёлке
- МОУ «Борисовская СОШ»
- Борисовский детский сад — структурное подразделение Борисовской СОШ
- МУЗ «Борисовский ФАП»
- Борисовский Дом культуры — филиал муниципального учреждения «Межпоселенческий дом культуры» Вышневолоцкого района
- ЗАО «Борисовское стекло»

## История
До 1964 года посёлок назывался Борисовский завод, так как населённый пункт образовался на Борисовской пустоши при стеклянном заводе Болотиных, построенном в 1881 году.